# Бразильсько-мозамбіцькі відносини
Бразильсько-мозамбіцькі відносини – дипломатичним відносинам між Федеративною Республікою Бразилія та Республікою Мозамбік. Обидві країни є членами Співдружності португаломовних країн, Групи 77 та Організації Об'єднаних Націй.

## Історія
І Бразилія, і Мозамбік були об'єднані на триста років у складі Португальської імперії. У складі Португальської імперії Бразилія прийняла тисячі мозамбікців, які прибули в країну рабами.
У 1815-1822 Мозамбік перебував під керівництвом Бразилії під час переїзду португальського двору до Бразилії.
З вересня 1964 по вересень 1974 Мозамбік перебував у стані війни з Португалією під час війни за незалежність.
У грудні 1973 Бразилія проголосувала за Резолюцію 3117 Організації Об'єднаних Націй про ліквідацію колоніалізму в Південній Африці.
25 червня 1975 Мозамбік отримав незалежність.
15 листопада 1975 Бразилія визнала та встановила дипломатичні відносини з Мозамбіком.
У березні 1976 Бразилія відкрила посольство в столиці Мозамбіка Мапуту, а в січні 1998 Мозамбік відповів на цей жест, відкривши посольство в Бразиліа.
У 2000 президент Бразилії Фернанду Енрікі Кардозу відвідав з офіційним візитом Мозамбік і взяв участь у 3-му саміті Співтовариства португаломовних країн, що проходив у столиці Мозамбіка.
У 2001 президент Мозамбіка Жоакім Чиссано здійснив офіційний візит до Бразилії. З того часу лідери обох країн здійснили кілька візитів на високому рівні.